# Titularbistum Bencenna
Bencenna ist ein Titularbistum der römisch-katholischen Kirche.
Es geht zurück auf einen untergegangenen Bischofssitz in der gleichnamigen antiken Stadt, die in der römischen Provinz Africa proconsularis lag. Der Bischofssitz war der Kirchenprovinz Karthago zugeordnet.
| Titularbischöfe von Bencenna |                            |                                                                    |                   |                    |
| Nr.                          | Name                       | Amt                                                                | von               | bis                |
| 1                            | Loras Thomas Lane          | Weihbischof in Dubuque (USA)                                       | 29. Mai 1951      | 11. Oktober 1956   |
| 2                            | John Kodwo Amissah         | Weihbischof in Cape Coast (Ghana)                                  | 7. März 1957      | 19. Dezember 1959  |
| 3                            | Vincent John Baldwin       | Weihbischof in Rockville Centre (USA)                              | 4. Juni 1962      | 16. September 1979 |
| 4                            | Leo Edward O’Neil          | Weihbischof in Springfield (USA)                                   | 30. Juni 1980     | 17. Oktober 1989   |
| 5                            | Joseph Leo Charron CPpS    | Weihbischof in Saint Paul and Minneapolis (USA)                    | 6. November 1989  | 12. November 1993  |
| 6                            | Leo Laba Ladjar OFM        | Weihbischof in Jayapura (Indonesien)                               | 6. Dezember 1993  | 29. August 1997    |
| 7                            | Tomislav Koljatic Maroevic | Weihbischof in Concepción (Chile)                                  | 27. November 1997 | 17. Januar 2003    |
| 8                            | Witalij Skomarowskyj       | Weihbischof in Schytomyr-Kiew (Ukraine)                            | 7. April 2003     | 12. April 2014     |
| 9                            | Joy Alappat                | Weihbischof der Eparchie Saint Thomas the Apostle of Chicago (USA) | 24. Juli 2014     | 3. Juli 2022       |
| 10                           | Joseph Kollamparambil      | Weihbischof in Shamshabad (Indien)                                 | 25. August 2022   |                    |